# Ellen Braumüller
Ellen Braumüller (* 24. Dezember 1910 in Friedenau bei Berlin; † 11. August 1992 in Berlin) war eine der ersten erfolgreichen deutschen Frauen in der internationalen Leichtathletik.

## Leben
Ellen Braumüller war die jüngere Schwester von Inge Braumüller.
Einer ihrer größten Erfolge war mit 43,49 m die Silbermedaille im Speerwurf bei den Olympischen Spielen 1932 in Los Angeles hinter der US-Amerikanerin  Mildred „Babe“ Didrikson (43,68 m). Bei diesen Spielen nahm sie auch am Hochsprung (1,41 m), Diskuswurf (33,15 m) und an der 4-mal-100-Meter-Staffel teil, jedoch ohne Medaillenerfolg.
1930 wurde sie bei den Frauen-Weltspielen in Prag mit 198 Punkten Siegerin im Dreikampf: 100 Meter (13,9 s), Hochsprung (1,57 m) und Speerwurf (33,15 m). Des Weiteren feierte sie Erfolge bei den Deutschen Meisterschaften zwischen 1929 und 1933, in folgenden Disziplinen:
- Fünfkampf: Gold 1929 (2706 Punkte), 1930 (2710 Punkte), 1931 (3158 Punkte), 1932 (2870 Punkte); Bronze 1933
- Speerwurf: Gold 1931 (39,85 m)
- Diskuswurf: Gold 1933 (38,57 m)

Am 12. Juli 1930 stellte sie in Berlin mit 40,27 m einen Weltrekord im Speerwurf auf. Ellen Braumüller startete für den OSC Berlin. Bei einer Größe von 1,70 m hatte sie ein Wettkampfgewicht von 68 kg.